# Saison 2022-2023 du C' Chartres Métropole handball
Chronologie
Saison 2021-2022 Saison 2023-2024
Dernière mise à jour : 11 avril 2023.
La saison 2022-2023 du C' Chartres Métropole handball est la quatrième saison consécutive du club en première division, la cinquième de son histoire.
En Starligue, le C'CMHB connaît un début d'année 2023 difficile. Jamais ridicules, les Chartrains manquent parfois de réussite sur des matchs perdus de peu (21-22 contre Cesson, 24-27 contre Montpellier, 29-32 contre Nîmes). De février à mai, en quatorze matchs, l'équipe perd douze fois et se maintient avec seulement quatre points d'avance sur le premier relégable. Les mauvais résultats entraînent l'anticipation du changement d'entraîneur initialement prévu à l'été 2023. Mi-avril, Toni Gerona est écarté au profit de son adjoint Nebojša Stojinović.
En Coupe de France, Chartres se fait encore remarqué en éliminant Dunkerque (34-33), futur huitième de D1, puis tenant la dragée haute au Paris SG (35-37) à la reprise après les Championnats du monde.
Ex-international français, le nouveau gardien Julien Meyer tient aussi son rang en terminant cinquième meilleur portier du championnat. Tireur des pénaltys, Vanja Ilić conclut sa troisième saison en tant que meilleur buteur chartrain et dixième meilleur buteur de Starligue.

## Avant-saison

### Objectif et budget du club
En juin 2022, le directeur général Philippe Besson déclare : « Sportivement, on aura l'ambition de faire mieux, c'est une évolution normale. Donc on visera entre la 6e et la 9e place ».
Il précise : « On garde le même budget (que la saison précédente, 3,6 M€) et la même masse salariale. Les montants n'ont pas changé depuis trois ans ». Besson ajoute que le centre de formation aide beaucoup : « Quand chaque année, on peut proposer un contrat à un jeune, ça facilite la vie », et : « Tant qu'on ne sera pas dans la nouvelle salle, le budget sera stable. Ensuite, l'outil nous amènera des ressources supplémentaires ».

### Transferts de joueurs
Yannick Cham, Nicolai Pedersen, Titouan Afanou-Gatine et Djordje Djekic quitte le club en fin de contrat à l'été 2022. Recruté en tant que joker médical à l'hiver précédent, Djekic s'engage avec Créteil avant que Chartres ne lui propose une prolongation. En juin 2022, le directeur général Philippe Besson déclare : « À son arrivée, il était intéressé pour rester, mais il n'a pas voulu attendre un peu et a signé rapidement à Créteil. Dès lors, c'était à lui et son agent de négocier sa rupture ».
Début 2022, Toni Gerona active de nouveau son réseau serbe, dont il est sélectionneur. Après Vanja Ilic et Djordje Djukic, Aleksa Kolaković rejoint le CCMHB à l’été en provenance du Saint-Raphaël VHB. Arrivé en France et dans le Var à l’âge de 17 ans en 2014, le demi-centre international serbe de 24 ans s’engage jusqu’en juin 2024, pour une durée de deux ans. Ilija Abutović (33 ans), le latéral gauche de Rhein-Neckar Löwen, signe aussi avec le club chartrain, pour trois saisons,.
Aussi en provenance de Saint-Raphaël, l’arrière gauche biélorusse Vadim Gaïdoutchenko s’engage pour les deux prochaines saisons avec le C’CMHB. Il vient renforcer un poste où évolue le jeune Yvan Verin et Pedersen l'année précédente.
Chartres officialise ensuite la signature du jeune arrière droit de 19 ans et international U20 français Yanis Busselier,. Titulaire avec l'équipe réserve de Chambéry en Nationale 1, le fils de Laurent signe son premier contrat professionnel d'une saison avec Chartres, après avoir effectué sa formation au centre de formation de Chambéry,.
| Départs               |      |                    |                |                    |
| Nom                   | Nat. | Destination        | Poste          | Raison             |
| Yannick Cham          |      | ROC Aveyron        | défenseur      | fin de contrat     |
| Titouan Afanou-Gatine |      | Nancy Handball     | arrière droit  | fin de contrat     |
| Djordje Djekic        |      | US Créteil         | demi-centre    | fin de contrat     |
| Nicolai Pedersen      |      | GOG Håndbold       | arrière gauche | rupture de contrat |
| Arrivées              |      |                    |                |                    |
| Nom                   | Nat. | Provenance         | Poste          | Durée              |
| Ilija Abutović        |      | Rhein-Neckar Löwen | défenseur      | 3 ans              |
| Yanis Busselier       |      | Chambéry SMB       | arrière droit  | 1 an               |
| Aleksa Kolaković      |      | Saint-Raphaël VHB  | demi-centre    | 2 ans              |
| Vadim Gaïdoutchenko   |      | Saint-Raphaël VHB  | arrière gauche | 2 ans              |

## Personnalités

### Organigramme
En juin 2022, le directeur général Philippe Besson déclare : « Aujourd'hui, le club est structuré avec un président, un directeur général, et trois pôles. Un pôle administratif et financier, qui a récemment été confié à Lucas Grégoire, un pôle sportif, qui n'est pas amené à évoluer tout de suite, et un pôle développement qu'on souhaite étoffer ».
Il précise que ce dernier pôle « regroupe le marketing, la communication et la commercialisation de la salle. Cet automne (2022), on espère recruter quelqu'un de trapu (sic), d'expérimenter. (...) On vient de procéder à deux embauches à temps plein. Aujourd'hui, nous avons 31 fiches de paye au club ».
| Nom                | Fonction                                   |
| ------------------ | ------------------------------------------ |
| Steeve Baron       | Président                                  |
| Philippe Besson    | Directeur Général                          |
| Amélie Foucat      | Responsable Gestion et Développement       |
| Lucas Grégoire     | Responsable Administratif et Financier     |
| Candice Wippliez   | Cheffe de projet événementiel et marketing |
| Tiphaine Trocherie | Chargée événementiel et billetterie        |
| Félix Dalbec       | Chargé de communication                    |
| Philippe Biard     | Intendant                                  |

### Staff technique
L'encadrement technique de l'équipe professionnelle ne change pas à l'intersaison. Arrivé à l’été 2019 à Chartres, l’entraîneur espagnol Toni Gerona commence sa dernière année de contrat. Il est toujours assisté du Serbe Nebojša Stojinović, en tant qu’adjoint et entraîneur des gardiens, ainsi que du préparateur physique tunisien Amor Khedira.
Fin décembre, le club annonce que le contrat de Toni Gerona, qui prend fin de le 30 juin 2023, ne sera pas prolongé. Mi-mars, le CCMHB déclare que son adjoint Nebojša Stojinović sera promu entraîneur principal et Amor Khedria son adjoint.
Mais dès mi-avril, Gerona est écarté après seulement une victoire en huit matchs depuis la reprise début 2023 et une place de premier non-relégable. Après 23 journées, l'équipe est alors quatorzième avec six victoires, un nul et seize défaites en Liqui Moly Starligue. Il est remplacé par celui qui est déjà intronisé comme son successeur pour la saison prochaine, Nebojša Stojinović.
Écarté du banc de Pays d'Aix en avril 2023, Thierry Anti devient consultant pour le club lors du changement d'entraîneur. Il intervient à titre consultatif du mercredi au match à domicile et participe aux briefings et debriefings.

### Effectif professionnel
En juin 2022, le directeur général Philippe Besson déclare que le club disposera de « quatorze joueurs expérimentés, de deux néo-pros avec Hugo Jund et Yanis Busselier, et de deux stagiaires pros, avec Marc-Alexandre Saussay et Zoran Radic ».
Début août 2022, le club communique la prolongation d'une année du contrat de Sergiy Onufriyenko, seul joueur en fin de contrat et reconduit. Il est précisé que le joueur entame sa reconversion professionnelle en tant qu'entraîneur au sein de l'association-support du CCMHB, Mainvilliers-Chartres HB.

### Prolongations de contrat
Fin janvier 2023, la direction du club annonce la prolongation des contrats de plusieurs joueurs arrivant en fin de contrat à la fin de la saison. L'arrière ukrainien de 37 ans Sergiy Onufriyenko s'engage pour une saison supplémentaire, soit jusqu'en juin 2024. Cinq joueurs prolongent pour deux années, jusqu'en juin 2025 : Adrià Figueras (34 ans, pivot), Svetlin Dimitrov (32 ans, ailier droit), Matic Grošelj (25 ans, arrière droit), Gaël Tribillon (24 ans, ailier gauche) et Yanis Busselier (20 ans, arrière droit) 2 saisons supplémentaires (jusqu’en 2025).
Le jeune gardien formé au sein du centre de formation du club, Zoran Radić (20 ans, gardien) signe son premier contrat professionnel et s'engage jusqu’en 2026.
Alors préparateur physique de l'équipe professionnel, Amor Khedira prolonge son contrat de trois saisons supplémentaires (jusqu’en juin 2026). Il devient entraîneur adjoint à partir d'avril 2023 à la suite du remerciement de Toni Gerona.

## Compétitions

### Calendrier complet
Le club eurélien continue à jouer la très grande majorité de ses matches à domicile, le vendredi soir. Mais pourrait être contraint de décaler les rencontres au samedi ou dimanche face à des adversaires en lice en Coupe d'Europe ou simplement pour les besoins du diffuseur télévisuel.
Comme lors du dernier exercice, le C'Chartres MHB commence le championnat de Starligue 2022-2023 par deux rencontres à la Halle Jean-Cochet. Le club eurélien ouvre par la réception d'Aix-en-Provence, troisième en juin et qualifié pour l'EFH European League, la deuxième Coupe d'Europe. Une semaine plus tard, le CCMHB évolue à nouveau devant son public, contre le promu Ivry, de retour dans l'élite. Jusqu'à la trêve, sifflée le 21 décembre après un voyage chez l'ex-pensionnaire de Proligue Sélestat, le calendrier des Chartrains alterne ainsi entre affiches plus ou moins abordables. Parmi elles, la réception du Paris SG, le champion en titre, le vendredi 18 novembre.
Le début de deuxième partie de championnat paraît nettement moins équilibré. Entre le 9 février et le 30 mars, la formation de Toni Gerona affronte six équipes du dernier Top 8 en sept matches. Le CCMHB conclue la saison par un voyage à Dunkerque, le 1er juin, avant une der à contre Créteil, le 6 juin.
| Calendrier et résultats | Calendrier et résultats | Calendrier et résultats | Calendrier et résultats | Calendrier et résultats | Calendrier et résultats |
| Date                    | Tour / Journée          | Domicile                | Score                   | Extérieur               | Classement              |
| ----------------------- | ----------------------- | ----------------------- | ----------------------- | ----------------------- | ----------------------- |
| mar. 6 sept. 2022       | 16e de finale           | C' Chartres MHB         | 38 - 33                 | Massy Essonne HB (D2)   | -                       |
| ven. 09 sept. 20h00     | 1                       | Chartres                | 34 - 27                 | Aix                     | 3e                      |
| ven. 16 sept. 20h00     | 2                       | Chartres                | 27 - 33                 | Ivry P                  | 7e                      |
| ven. 23 sept. 20h30     | 3                       | Créteil                 | 40 - 38                 | Chartres                | 14e                     |
| ven. 30 sept. 20h00     | 4                       | Chartres                | 27 - 34                 | Montpellier             | 14e                     |
| sam. 08 oct. 20h30      | 5                       | Nantes                  | 34 - 28                 | Chartres                | 14e                     |
| ven. 21 oct. 20h00      | 6                       | Chartres                | 29 - 28                 | Chambéry                | 14e (10e ex æquo)       |
| ven. 28 oct. 20h00      | 7                       | Cesson-Rennes           | 29 - 21                 | Chartres                | 14e (11e ex æquo)       |
| ven. 04 nov. 20h00      | 8                       | Chartres                | 24 - 24                 | Toulouse                | 13e                     |
| ven. 11 nov. 20h00      | 9                       | Istres                  | 32 - 34                 | Chartres                | 11e                     |
| mar. 15 nov. 20h00      | 8e de finale            | C' Chartres MHB         | 34 - 33                 | Dunkerque HGL           | -                       |
| ven. 18 nov. 20h00      | 10                      | Chartres                | 32 - 33                 | Paris T                 | 11e                     |
| ven. 25 nov. 20h00      | 11                      | Limoges                 | 34 - 26                 | Chartres                | 12e                     |
| ven. 02 déc. 20h00      | 12                      | Chartres                | 28 - 31                 | Nîmes                   | 12e                     |
| ven. 09 déc. 20h00      | 13                      | Saint-Raphaël           | 28 - 26                 | Chartres                | 12e                     |
| ven. 16 déc. 20h00      | 14                      | Chartres                | 31 - 28                 | Dunkerque               | 12e                     |
| mer. 21 déc. 20h00      | 15                      | Sélestat P              | 29 - 35                 | Chartres                | 12e                     |
| sam. 04 févr. 20h00     | Quart-de-finale         | Chartres                | 35 - 37                 | Paris SG                | -                       |
| ven. 10 févr. 20h00     | 16                      | Chartres                | 27 - 37                 | Nantes                  | 12e                     |
| ven. 17 févr. 20h00     | 17                      | Chambéry                | 29 - 23                 | Chartres                | 13e (12e ex æquo)       |
| ven. 24 févr. 20h00     | 18                      | Chartres                | 29 - 30                 | Saint-Raphaël           | 13e                     |
| dim. 05 mars 20h00      | 19                      | Nîmes                   | 32 - 29                 | Chartres                | 13e                     |
| ven. 17 mars 20h00      | 20                      | Montpellier             | 27 - 24                 | Chartres                | 14e                     |
| ven. 24 mars 20h00      | 21                      | Chartres                | 31 - 26                 | Limoges                 | 14e (13e ex æquo)       |
| ven. 31 mars 20h00      | 22                      | Aix                     | 29 - 27                 | Chartres                | 14e (13e ex æquo)       |
| ven. 07 avril 20h00     | 23                      | Chartres                | 25 - 26                 | Istres                  | 14e (13e ex æquo)       |
| ven. 14 avril 20h00     | 24                      | Toulouse                | 39 - 32                 | Chartres                | 14e (13e ex æquo)       |
| ven. 21 avril 20h00     | 25                      | Chartres                | 21 - 22                 | Cesson-Rennes           | 14e (13e ex æquo)       |
| ven. 05 mai 20h00       | 26                      | Ivry P                  | 27 - 27                 | Chartres                | 14e (13e ex æquo)       |
| ven. 19 mai 20h00       | 27                      | Paris T                 | 39 - 30                 | Chartres                | 14e (13e ex æquo)       |
| ven. 26 mai 20h00       | 28                      | Chartres                | 30 - 32                 | Sélestat P              | 14e (15e ex æquo)       |
| ven. 02 juin 20h00      | 29                      | Dunkerque               | 29 - 39                 | Chartres                | 13e (12e ex æquo)       |
| ven. 09 juin 20h00      | 30                      | Chartres                | 42 - 30                 | Créteil                 | 13e (12e ex æquo)       |

### Championnat

#### Résultats
Après avoir commencé la saison par une qualification en Coupe de France, Chartres crée la surprise lors de la première journée de Starligue en disposant de Pays d'Aix, troisième la saison passée (34-27). Le CCMHB inverse ensuite les rôles, battu à domicile contre toute attente par le promu Ivry (27-33).
Pour la troisième journée, Créteil s'impose 40-38 contre le CCMHB, notamment grâce à un 100% au tir de Valentin Aman, auteur de huit buts. Montpellier s'impose ensuite aisément à Chartres (27-34), lors de la 4e journée de Liqui Moly Starligue. Alors co-leader du championnat, Nantes bat les Chartrains (34-28) lors de la 5e journée malgré Adrian Figueras, co-meilleur buteur de la rencontre avec sept buts, et les douze arrêts de Julien Meyer.
Pour la sixième journée, après quatre défaites de rang, Chartres bat Chambéry à domicile (29-28), pourtant nettement mieux classé (4e contre 14e). Cesson Rennes s'impose sans difficultés sur son terrain la semaine suivante face à Chartres (29-21), en match avancé de la 7e journée. Portés par les six buts de Youenn Cardinal et les cinq arrêts de Miguel Espinha, les Bretons creusent l'écart en seconde période et Chartres reste à la 14e place. Sur leur terrain, les Chartrains accrochent ensuite le match nul (24-24) dans les derniers instants face aux Toulousains (8e) et prennent la treizième place. Le CCMHB enchaîne pour la première fois de la saison deux rencontres sans défaites dans un match très serré à Istres (34-32) emmenés par les quatre buts de Sergey Kudinov qui s'opposent aux sept réalisations de l'ancien chartrain Edgar Dentz. Avant de recevoir l'ogre du Paris SG, les Chartrains connaissent même une troisième partie invaincue avec la qualification pour les quarts de finale de Coupe de France mi-novembre.De retour en championnat, Chartres est proche d'imposer sa deuxième défaite de la saison au PSG, qui s'impose sur la dernière possession (32-33). Chartres peut nourrir des regrets et occupe la onzième place du classement.
La semaine suivante, à Limoges, concurrent direct pour le maintien, le CCMHB n'arrive pas à enchaîner et s'incline pour la quatrième fois à l'extérieur (34-26). Nîmes l'emporte ensuite sur le terrain de Chartres (28-31) alors que les Euréliens mènent de trois points en milieu de seconde période. Les Chartrains restent coincés dans la deuxième partie du classement. Ils enchaînent un troisième défaite à Saint-Raphaël malgré l'avantage à la mi-temps (14-15, score final 28-26).
Après quatre défaites de rang, Chartres et Vanja Ilic (dix buts) renouent avec la victoire face à Dunkerque (32-29). Avant la pause internationale et le Mondial (11-29 janvier), Chartres s'impose à Sélestat (35-29), lanterne rouge, avec sept réalisations de l'arrière gauche Yvan Verin.
Mi-février, pour la reprise du championnat après le Championnat du monde, les Nantais viennent facilement s'imposer à Chartres (27-37). Chambéry gagne face à Chartres (29-23). Saint-Raphaël s'impose au bout du suspense à Chartres grâce à un but juste avant la sirène finale (29-30) qui fait polémique dans les rangs chartrains. Les Chartrains perdent encore à Nîmes malgré six buts d'avance, les dix buts du demi-centre égyptien Ahmed Hesham offrent la victoire aux Gardois (32-29). Vient ensuite le déplacement à Montpellier et un sixième revers consécutif(27-24). À la pause, les deux équipes sont à égalité (12-12) et Chartres profite du 100 % de réussite de Svetlin Dimitrov (5 sur 5). Il faut attendre 55 minutes pour que les Montpelliérains se détachent et conservent la tête du championnat.
Chartres sort de la zone rouge avec une victoire convaincante contre Limoges (31-26). Puis Pays d'Aix bat Chartres (29-27), avec notamment huit buts marqués par Adrien Vergely. À la veille de la 22e journée de Liqui Moly Starligue, Chartres est quatorzième et premier non-relégable, quatre points devant Istres. L'avant-dernier au classement qui vient s’imposer à Chartres (25-26) et resserre encore les positions dans le bas du tableau à deux points. Toulouse oblige ensuite les Chartrains à enchaîner une troisième défaite de rang (39-32) puis Cesson Rennes les bat de justesse (22-21).
Dans le duel de bas de classement, en clôture de la 26e journée, Chartres obtient le nul chez le promu Ivry après être mené de deux buts à moins de deux minutes du terme (27-27). Après un revers chez l'ogre parisien (39-30), le CCMHB (14e au classement) perd à domicile 30-32 contre le promu Sélestat (16e et dernier). Dans le même temps, Ivry (13e) et le premier relégable Istres (15e) l'emportent. Chartres passe donc de treizième ex aequo avec deux points d'avance sur la relégation, à ex aequo avec le premier relégable.
De février à mai, en quatorze matchs, Chartres perd douze fois.
Lors de l'avant-dernière journée et un déplacement à Dunkerque, le CCMHB l'emporte de dix points (29-39) et assure son maintien. Chartres terminera au pire à égalité avec Istres, mais les devancera à la différence de buts particulière. Pour le dernier match, Chartres bat largement Créteil (42-30).

#### Classement
Extrait du classement de D1 2022-2023
|    | Équipe                     | Pts | J  | G  | N | P  | Bp  | Bc   | Diff |
| -- | -------------------------- | --- | -- | -- | - | -- | --- | ---- | ---- |
| 9  | Cesson Rennes MHB          | 25  | 30 | 11 | 3 | 16 | 805 | 828  | -23  |
| 10 | Limoges Handball           | 25  | 30 | 11 | 3 | 16 | 909 | 945  | -36  |
| 11 | Pays d'Aix UC              | 24  | 30 | 11 | 2 | 17 | 874 | 922  | -48  |
| 12 | US Ivry P                  | 18  | 30 | 7  | 4 | 19 | 881 | 961  | -80  |
| 13 | C' Chartres MHB            | 18  | 30 | 8  | 2 | 20 | 876 | 918  | -42  |
| 14 | US Créteil                 | 16  | 30 | 7  | 2 | 21 | 905 | 1014 | -109 |
| 15 | Istres Provence HB         | 14  | 30 | 5  | 4 | 21 | 910 | 992  | -82  |
| 16 | Sélestat Alsace Handball P | 12  | 30 | 5  | 2 | 23 | 832 | 958  | -126 |

### Coupe de France
Demi-finaliste de la dernière édition, le C'Chartres MHB dispute son premier match officiel de la saison en Coupe de France 2022-2023. À l'occasion des seizièmes de finale début septembre, le CCMHB effectue un court déplacement à Massy (Essonne), équipe de Proligue souvent croisée durant les années 2010. Les Euréliens n'ont plus affronté les Essonniens depuis 2018-2019, saison durant laquelle Chartres l'emporte à trois reprises : deux fois lors de la saison régulière puis en demi-finale des play-offs. Chartres défait logiquement Massy (38-33).
En huitième de finale, Chartres mène longtemps au score face à Dunkerque mais doit attendre la dernière seconde et un but d’Aleksa Kolakovic pour valider son ticket pour les quarts de finale (34-33). Les deux ailiers Vanja Ilic et Svetlin Dimitrov inscrivent huit buts chacun et Julien Meyer réalise 18 arrêts.
Pour leur premier match depuis la trêve des Championnats du monde, Chartres met en difficulté le Paris Saint-Germain début février (35-37), après que les octuples champions et double tenant du titre de la Coupe voient leurs adversaires revenir à égalité (32-32) à neuf minutes de la fin.

## Statistiques et récompenses

### Membre du 7 de la semaine
Après chaque journée, l'Association des joueurs professionnels de handball (AJPH) dévoile le « 7 de la semaine » en partenariat avec L'Équipe,.
- Adrià Figueras, deux fois : J1[59], J6[60]
- Vanja Ilić : J14[61]
- Vadim Gaïdoutchenko : J29[62]

### Sélections nationales
En octobre 2022, quatre joueurs du groupe professionnels (Matic Groselj - Slovénie, Vanja Ilic, Ilija Abutovic - Serbie, Adrian Figueras - Espagne), l'entraîneur Toni Gerona (Serbie) et le gardien du centre de formation, Salah Riahi (Italie) rejoignent leur sélection nationale.
Mi-novembre, Julien Meyer est retenu parmi les cinq gardiens de la présélection de 35 joueurs de l'équipe de France pour le Championnat du monde en janvier 2023. L'entraîneur Toni Gerona participe à la compétition après avoir qualifié l'équipe de la Serbie et sélectionne deux joueurs de l'effectif chartrain Abutović et Ilić. L'espagnol Figueras est aussi sélectionné, à l'inverse du gardien chartrain Meyer, non-retenu avec l'équipe de France.
Début mars 2023, quatre joueurs et l'entraîneur chartrains retrouvent leur sélection pour les qualifications à l'Euro 2024. Adrian Figueras rejoint l'équipe d'Espagne, Vanja Ilic, Ilija Abutovic et l'entraîneur Toni Gerona celle de Serbie et l'arrière gauche biélorusse Vadim Gaïdoutchenko son équipe nationale.